# Awake and Alive
Awake and Alive ist ein Song der Christian-Rock-Band Skillet, der am 15. Februar 2010 als dritte Single des Albums Awake im Christian Hard Rock und Rock Radio veröffentlicht wurde.

## Bedeutung
Auf die Frage nach der Bedeutung des Liedes antwortete John Cooper (der Leadsänger der Band), dass jeder das leben solle, was ihm gut tue und er für richtig hielte. Niemand solle sich dabei von Stress, negativen Gefühlen und anderen unterkriegen lassen; man solle keine Angst davor haben, seinen Gefühlen zu folgen.

## Besetzung
- John Cooper – Vocals, Bassgitarre
- Korey Cooper – Gitarre, Keyboard
- Ben Kasica – Gitarre
- Jen Ledger – Schlagzeug, Gesang
- Tate Olsen – Cello
- Jonathan Chu – Violine

## Kommerzieller Erfolg

### Chartplatzierungen
| ChartsChartplatzierungen       | Höchstplatzierung | Wochen |
| ------------------------------ | ----------------- | ------ |
| Vereinigte Staaten (Billboard) | 100 (1 Wo.)       | 1      |

### Auszeichnungen für Musikverkäufe
| Land/Region               | Auszeichnungen für Musikverkäufe (Land/Region, Auszeichnung, Verkäufe) | Verkäufe  |
| ------------------------- | ---------------------------------------------------------------------- | --------- |
| Vereinigte Staaten (RIAA) | 2× Platin                                                              | 2.000.000 |
| Insgesamt                 | 2× Platin ·                                                            | 2.000.000 |